# Valeriu Ciupercă
Valeriu Nicolaevici Ciupercă (ros. Валерий Николаевич Чуперка, Walerij Nikołajewicz Czupierka; ur. 12 czerwca 1992 w Tyraspolu) – rosyjsko-mołdawski piłkarz, grający na pozycji środkowego pomocnika w rosyjskim klubie Kubań Krasnodar. Były młodzieżowy i seniorski reprezentant Mołdawii.